# Kostel svatého Antonína Poustevníka (Červený Kláštor)
Kostel svatého Antonína Poustevníka je gotický původně římskokatolický kostel z počátku 14. století, který se nachází v areálu kartuziánského kláštera severně od centra obce Červený Kláštor v tradičním regionu Zamaguří v Prešovském kraji na severovýchodě Slovenska. Kostel je chráněn jako národní kulturní památka Slovenské republiky.

## Historie
Kostel byl postaven jako jednolodní stavba v gotickém slohu v době kolem založení kláštera roku 1319. Navzdory několika přestavbám klášterního komplexu si kostel zachoval svůj původní ráz. Nejvýznamnější změny se datují do poloviny 18. století, kdy byl kostel vyzdoben v barokním stylu (včetně štuků a maleb) a v objektu byly instalovány oltáře.
Kostel je součástí památkové zóny kartuziánského kláštera v obci Červený Kláštor a je dominantou klášterního areálu. 30. října 1963 byl kostel zapsán na seznam kulturních památek.
Kostel slouží jako muzejní objekt, bohoslužby se v něm nekonají. Patří Muzeu Červený Kláštor, které vzniklo v roce 2009 a je zaměřeno přímo na historii a duchovní poselství kartuziánského kláštera v obci Červený Kláštor a na Zamagurí.

## Galerie

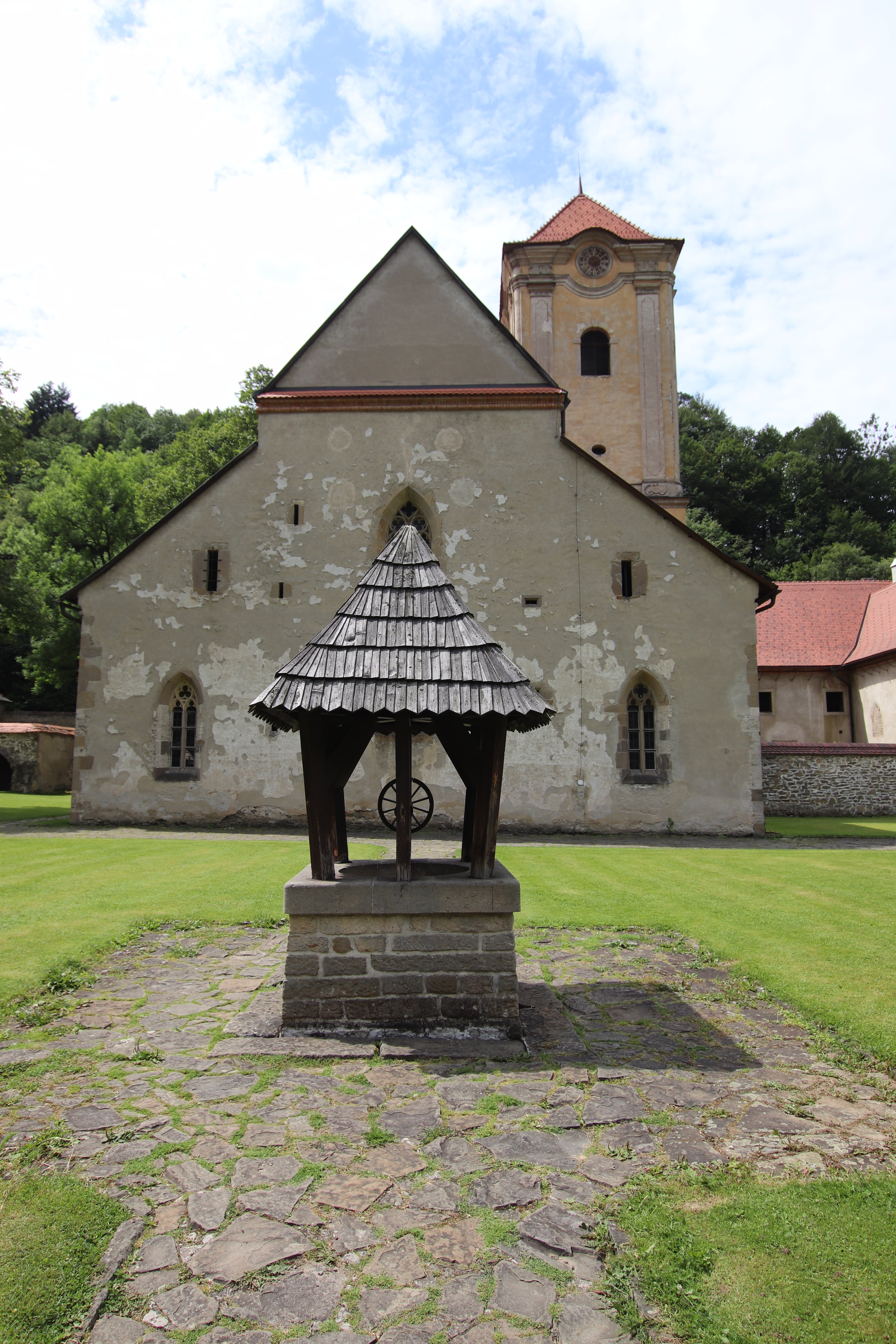
Kostel
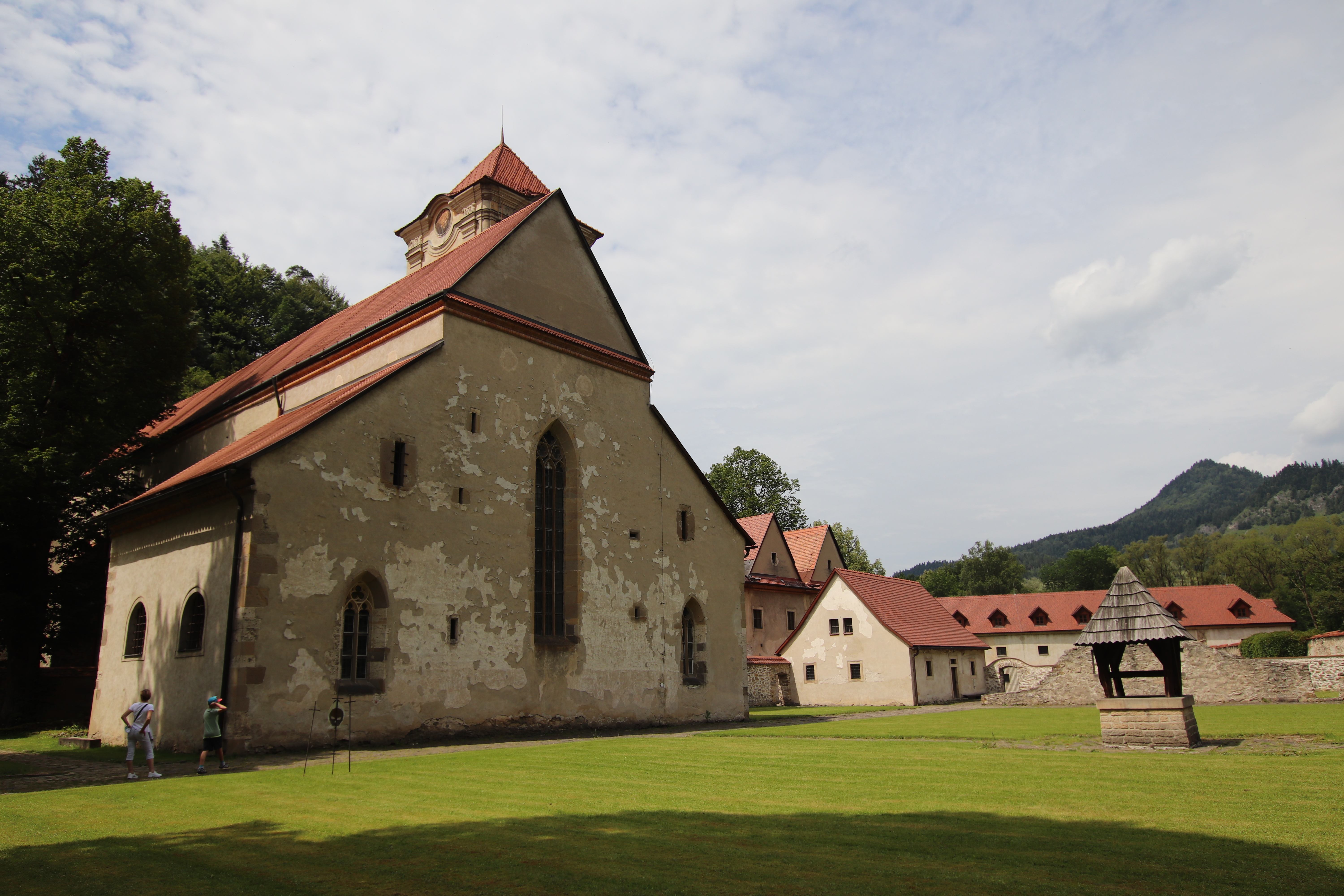
Kostel
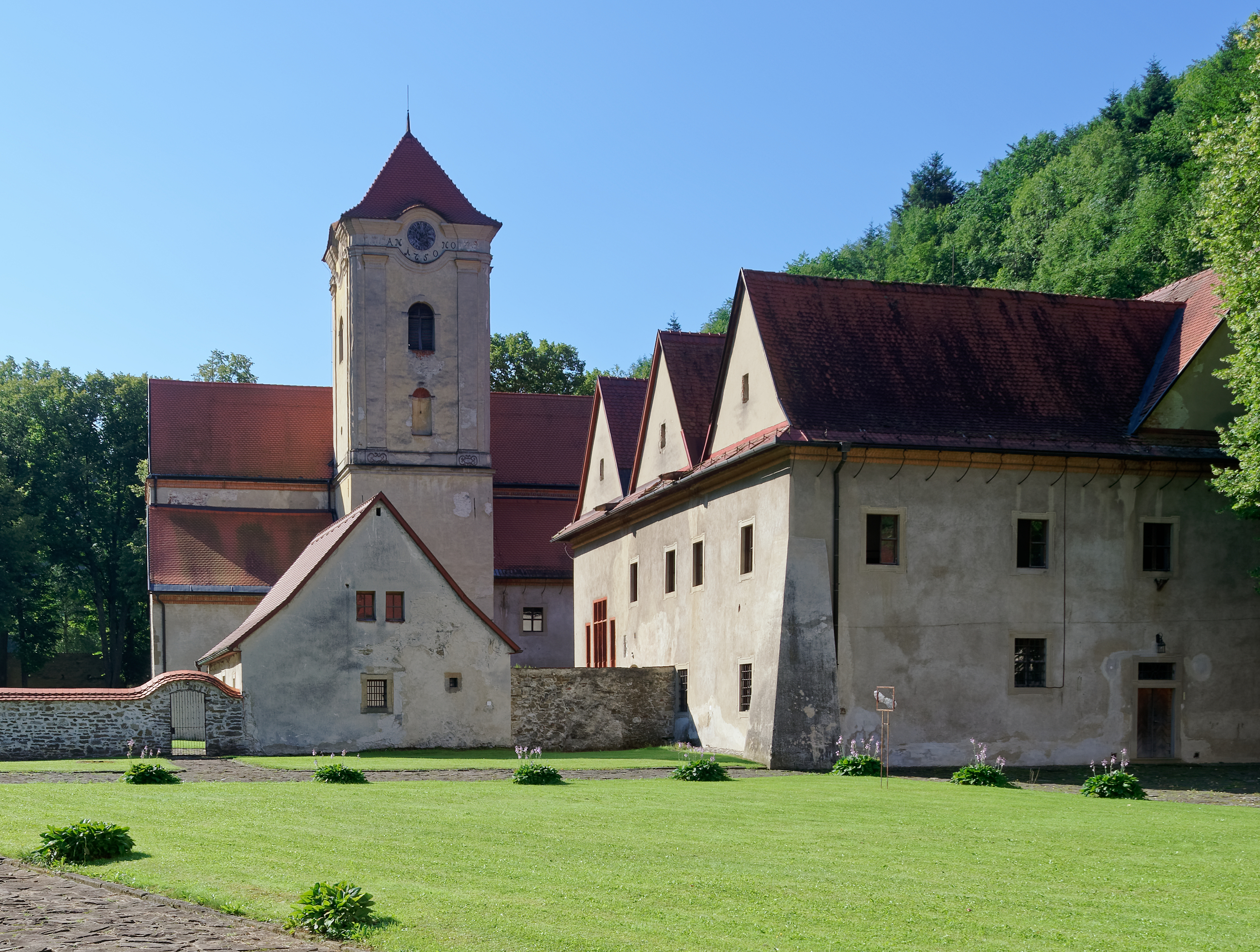
Kostel
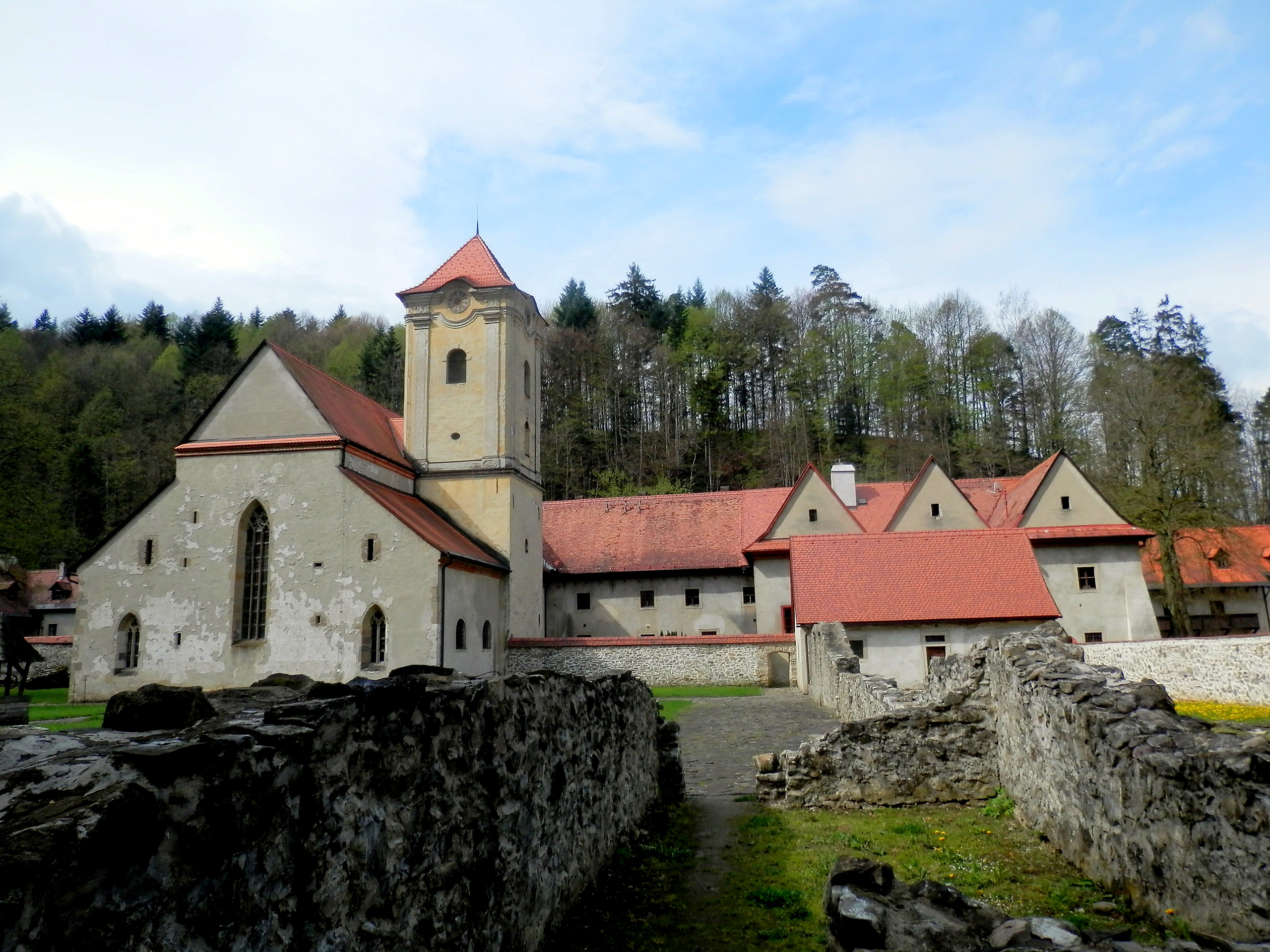
Kostel
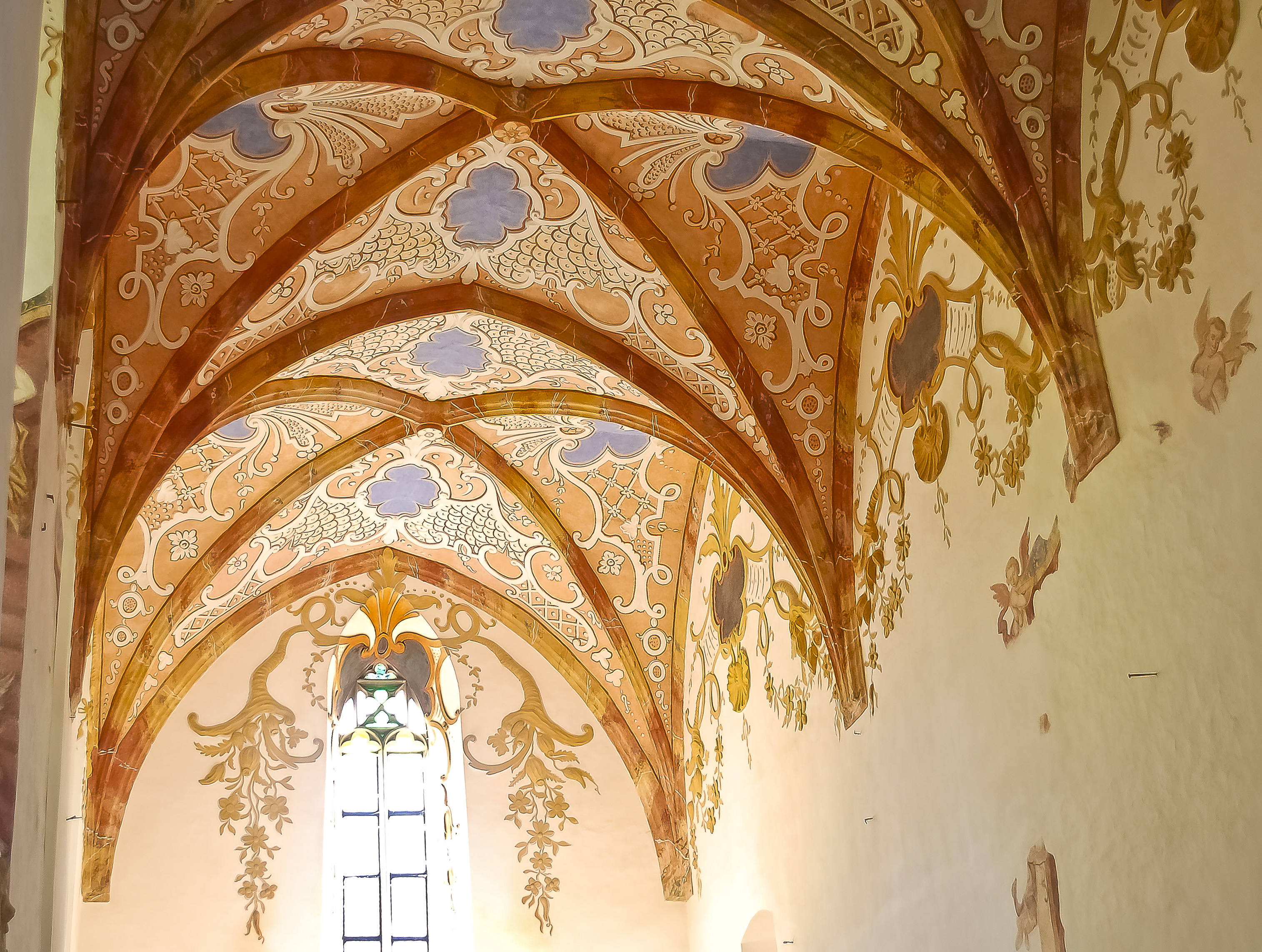
Interiér
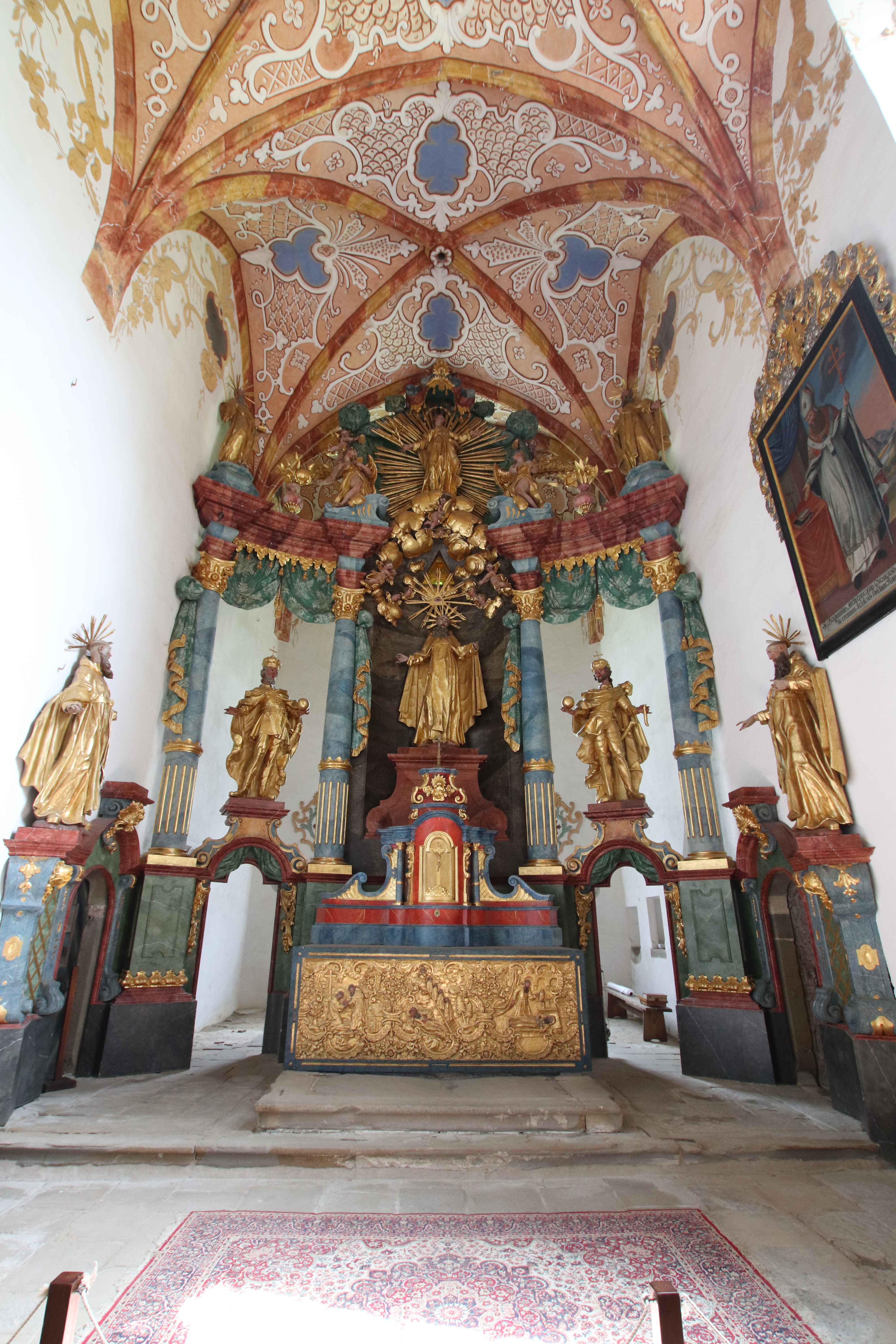
Interiér
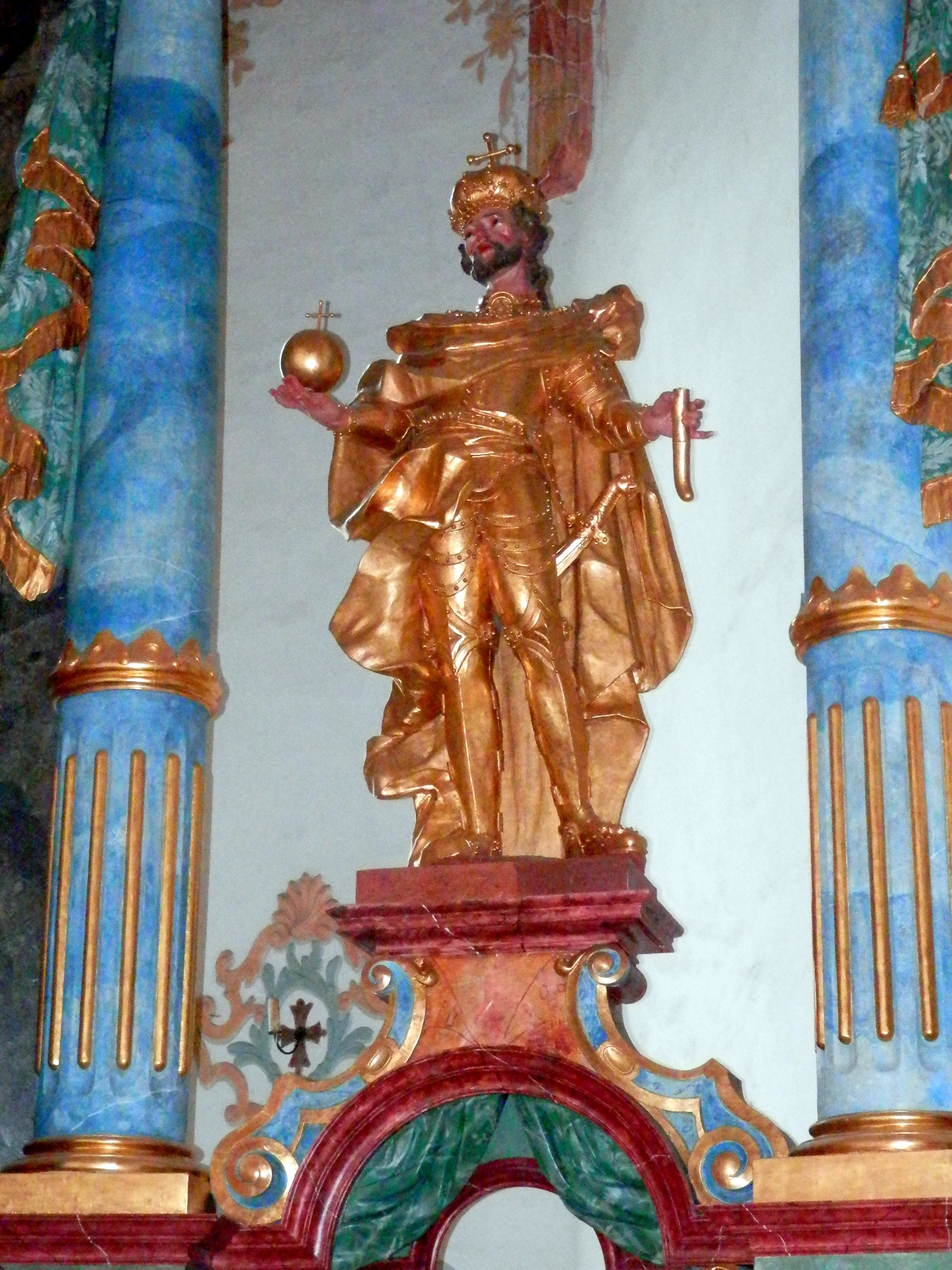
Interiér